# 白石定規
白石 定規（しらいし じょうぎ、1993年5月17日 - ）は、日本の小説家。熊本県出身。ペンネームは、自分の本名に形が似ている字を組み合わせた「定規」と、名前（定規）と合わせたときに口にしやすい響きの名字である「白石」を組み合わせたものに由来する。

## 来歴
中学2年頃から小説を書き始める。高校在学中に執筆を一旦中断するも、卒業後に再開。大学入学までの期間中にライトノベル系レーベルへの投稿作品をいくつか仕上げたが、全てお蔵入りとなった。大学進学後、本格的に執筆活動を始めるものの、20歳頃に書きあげた長編がGA文庫大賞の二次選考で落選したことをきっかけに、電子書籍向けに活動を移す。
2014年にAmazon Kindleにて「定規」名義で『魔女の旅々』を自費出版するも、売れ行きは順調ではなかったため、作者自身で2ちゃんねるのニュース速報VIP板で本作を宣伝するスレッドを立てた所、ニュースまとめサイトに取り上げられ一躍話題の作品となる。その後、加筆修正をした同作がGAノベル（SBクリエイティブ）より2016年4月から刊行されている。

## 人物・作風
『魔女の旅々』を連作形式にした理由については、読者が気軽に読んでもらうようにすることと、明るい話と暗い話の両方を書きたかったと、インタビューの中で説明している。
影響を受けた作品に『儚い羊たちの祝宴』、『＜古典部＞シリーズ』、『333のテッペン』、『キノの旅』、『平安残酷物語』を挙げている。
雑誌のナショナルジオグラフィックを愛読し、そこに書かれている動物の生態などからアイデアを得ることがある。

## 主な作品リスト

### 小説
- 『魔女の旅々』SBクリエイティブ〈GAノベル〉、既刊24巻
  - 『リリエールと祈りの国』SBクリエイティブ〈GA文庫〉、全1巻
  - 『祈りの国のリリエール』SBクリエイティブ〈GAノベル〉、既刊3巻
  - 『魔女の旅々 学園物語』SBクリエイティブ〈GAノベル〉、既刊2巻
- 『ナナがやらかす五秒前』SBクリエイティブ〈GAノベル〉、既刊2巻 
  1. 2023年3月31日初版第一刷発行（2023年3月15日発売[7]）、ISBN 978-4-8156-1605-2
  2. 2023年7月31日初版第一刷発行（2023年7月14日発売[8]）、ISBN 978-4-8156-1606-9